# Rasterafbeelding
Een rasterafbeelding of bitmap is een afbeelding in digitale vorm, waarbij van elke pixel de kleur wordt vastgelegd. De tegenhanger van een rasterafbeelding is een vectorafbeelding.
Als 1 pixel van de rasterafbeelding van bijvoorbeeld een cirkel correspondeert met 1 schermpixel, ziet de rasterafbeelding er in principe hetzelfde uit als de vectorafbeelding.
Op een beeldscherm zien alle versies van de rasterafbeelding waar 1 pixel van de afbeelding correspondeert met een geheel aantal n schermpixels er in principe hetzelfde uit (afgezien van de schaal en voor zover de afbeelding op het scherm past), met voor elk rasterpixel n×n schermpixels van dezelfde kleur, mits de software niet interpoleert (dat wil zeggen, de extra schermpixels gebruikt om de overgang van kleur tussen aangrenzende afbeeldingspixels geleidelijk te laten verlopen). Hierdoor kunnen individuele afbeeldingspixels gemakkelijk bekeken worden, net als bij het gebruik van een vergrootglas.
Vaak, ook in het voorbeeld van de cirkel, gaat het echter niet om de afbeelding gedefinieerd door de pixels, maar worden de pixels gezien als een onvolkomen vastlegging van een origineel beeld, zoals de cirkel. In dat geval vormt de blokkerigheid bij vergroting een nadeel. De vectorafbeelding benut bij inzoomen het grotere aantal beschikbare schermpixels om het object gedetailleerder weer te geven. Als het object bijvoorbeeld nog een veel kleinere tweede cirkel bevat met het middelpunt op de eerste cirkel, is die niet zichtbaar als die een diameter heeft van 1 pixel, maar wel na inzoomen, terwijl de rasterafbeelding bij inzoomen de tweede cirkel nog steeds niet toont.
Voor het bewerken van rasterafbeeldingen zijn er bitmapprogramma's.
Een voorbeeld van een rasterafbeelding is een opname met een digitale camera die het beeld opneemt met een beeldchip, die een raster van pixels bevat.

## Verschil tussen vector- en rasterafbeelding

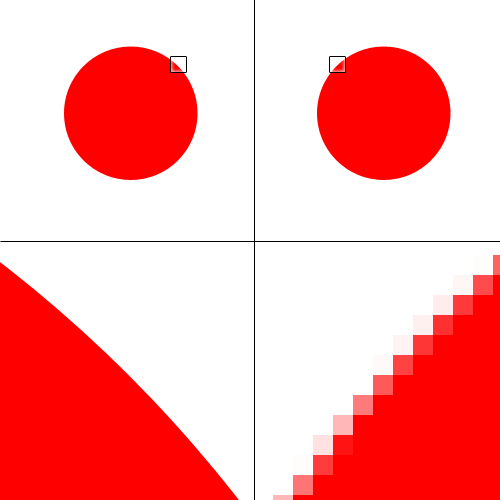
Links een vectorafbeelding, rechts een rasterafbeelding

Onderstaande afbeelding illustreert het verschil tussen een vectorafbeelding (links) en een rasterafbeelding (rechts). In beide gevallen is een cirkel afgebeeld. Wat niet te zien is, is dat de linkercirkel een vectorafbeelding is en de rechter afbeelding uit een grote verzameling pixels bestaat. Wordt de vectorafbeelding vergroot, dan wordt het verschil duidelijk. Bij de vectorafbeelding gaat het vergroten van de afbeelding niet ten koste van de kwaliteit van de figuur. Vergroot men echter de rasterafbeelding, dan worden de afzonderlijke pixels zichtbaar en wordt de begrenzing van de figuur, die eigenlijk een lijn zou moeten zijn, een hobbelige "trap".

## Bestandsextensie BMP
Bij het bestandsformaat BMP hebben alle afbeeldingen van dezelfde afmetingen in pixels, en hetzelfde aantal mogelijke kleuren van een pixel, dezelfde nogal grote bestandsgrootte. Tegenwoordig is dit formaat verdrongen door andere formaten als JPEG, GIF, PNG. GIF en PNG zijn verliesloos, wat wil zeggen dat geen informatie verloren gaat in de omzetting vanuit BMP (deze omzettingen zijn omkeerbaar, het resultaat van terug omzetten is exact het oorspronkelijke BMP-bestand). Toch is de bestandsgrootte in de praktijk meestal kleiner. Deze verliesloze comprimering is mogelijk doordat bijvoorbeeld aangrenzende pixels vaak dezelfde kleur hebben.